# Kenneth Vermeer
Kenneth Harold Vermeer (ur. 10 stycznia 1986 w Amsterdamie) – holenderski piłkarz grający na pozycji bramkarza, zawodnik Los Angeles FC. W latach 2012–2019 reprezentant Holandii.

## Kariera klubowa
Vermeer już jako junior trafił do piłkarskiej szkółki Ajaksu Amsterdam, która wychowała wielu znanych przed laty piłkarzy. Latem 2006 w końcu został włączony do kadry pierwszej drużyny, jednak jest zaledwie trzecim bramkarzem Ajaksu po Maartenie Stekelenburgu oraz Dennisie Gentenaarze. W jego barwach zadebiutował 28 września w wygranym 4:0 meczu Pucharu UEFA z norweskim Start. Jest jednocześnie pierwszym od czasu Stanleya Menzo czarnoskórym bramkarzem Ajaksu. W sezonie 2006/2007 nie zagrał jednak ani razu w rozgrywkach ligowych. W następnym sezonie został wypożyczony do Willem II Tilburg, w barwach którego wystąpił w 16 spotkaniach. W 2008 roku Vermeer powrócił do Ajaksu. W 2014 roku odszedł do Feyenoordu. 19 stycznia 2018 został wypożyczony na pół roku do Club Brugge. Po sezonie 2017/2018 wrócił do Feyenoordu. 15 stycznia 2020 podpisał kontrakt z amerykańskim klubem Los Angeles FC z Major League Soccer. 
| Sezon   | Klub              | Kraj     | Rozgrywki     | Mecze | Bramki |
| ------- | ----------------- | -------- | ------------- | ----- | ------ |
| 2006/07 | AFC Ajax          | Holandia | Eredivisie    | 0     | 0      |
| 2007/08 | Willem II Tilburg | Holandia | Eredivisie    | 16    | 0      |
| 2008/09 | AFC Ajax          | Holandia | Eredivisie    | 22    | 0      |
| 2009/10 | AFC Ajax          | Holandia | Eredivisie    | 1     | 0      |
| 2010/11 | AFC Ajax          | Holandia | Eredivisie    | 6     | 0      |
| 2011/12 | AFC Ajax          | Holandia | Eredivisie    | 33    | 0      |
| 2012/13 | AFC Ajax          | Holandia | Eredivisie    | 30    | 0      |
| 2013/14 | AFC Ajax          | Holandia | Eredivisie    | 10    | 0      |
| 2014/15 | AFC Ajax          | Holandia | Eredivisie    | 1     | 0      |
| 2014/15 | Feyenoord         | Holandia | Eredivisie    | 30    | 0      |
| 2015/16 | Feyenoord         | Holandia | Eredivisie    | 34    | 0      |
| 2016/17 | Feyenoord         | Holandia | Eredivisie    | 1     | 0      |
| 2017/18 | Feyenoord         | Holandia | Eredivisie    | 0     | 0      |
| 2017/18 | Club Brugge       | Belgia   | Eerste klasse | 7     | 0      |
| 2018/19 | Feyenoord         | Holandia | Eredivisie    | 0     | 0      |

## Kariera reprezentacyjna
W 2006 roku Vermeer był członkiem młodzieżowej reprezentacji Holandii na Mistrzostwa Europy U-21 rozgrywane na boiskach Holandii. Tam był podstawowym bramkarzem Holendrów i wystąpił we wszystkich meczach, także wygranym 3:0 finale z Ukrainą. W 2007 roku także był członkiem kadry na Mistrzostwa Europy U-21 2007. Tam był rezerwowym dla Boya Watermana, ale przywiózł z tej imprezy złoty medal. W 2008 roku brał natomiast udział w Igrzyskach Olimpijskich w Pekinie. 14 listopada zadebiutował w dorosłej reprezentacji w zremisowanym 0:0 towarzyskim meczu z Niemcami.